# Elgit Doda
Elgit Doda, född den 16 december 1988 i Tirana i Albanien, är en albansk sångare, låtskrivare och producent som medverkat och varit upphovsman till flera kända låtar. 
Doda har producerat låtar åt artister som Adelina Tahiri, Ronela Hajati, Rezarta Shkurta, Alban Skënderaj, Zajmina Vasjari och Ingrit Gjoni. Han skrev Adelina Tahiris bidrag i Kënga Magjike 2011, "Ti mos u kthe" samt Alban Skënderajs vinnarbidrag i Kënga Magjike 2012 "Refuzoj". 2013 medverkade han samt skrev Xhensila Myrtezajs sommarhit "Liar". 
2014 debuterar han själv i Kënga Magjike 2014 med låten "Insta" som refererar till det sociala mediet Instagram. Låten har han både skrivit och komponerat själv.

## Diskografi
- 2012 – "Mjaft" (feat. Adelina Tahiri)
- 2013 – "Mala Gata" (feat. Ronela Hajati)
- 2013 – "Liar" (feat. Xhensila Myrtezaj)
- 2014 – "Ti doje..."
- 2014 – "Insta"
- 2015 – "Vetëm ti je" (feat. Noizy)
- 2015 – "Dikush të do"
- 2015 – "Blackout" (feat. Zajmina Vasjari)